# ضريح وقلعة جاماسب حكيم
ضريح وقلعة جاماسب حكيم (بالفارسية: آرامگاه جاماسب حکیم و قلعه آن) ضريح وقلعة تاريخية تعود إلى ساسانيون، وتقع في مقاطعة جهرم. هذا المبنى هو قبر جاماسب العريس لزرادشت.